# Rudolf Nuriev
Rudolf Hametovici Nureev (în tătară, Rudolf Xämit ulı Nuriev, în rusă Рудо́льф Хаме́тович Нуре́ев) (n. 17 mai 1938 – d. 6 ianuarie 1993) a fost un balerin de origine tătară din Uniunea Sovietică. Este considerat ca fiind unul dintre cei mai talentați balerini ai secolului al douăzecilea.

## Biografie
Nureev s-a născut în zona Irkutsk, în timp ce mama sa călătorea cu trenul (prin Siberia) spre Vladivostok. Aici bunicul său, de origine tătară, era comisar politic. A copilărit în Bașchiria, în apropiere de Ufa. Încă de mic copil a fost atras de dansurile folclorice bașkire. Din 1955 a început să urmeze cursurile de balet, fiind invitat la Institutul Coregrafic din Vaganova, patronat de Școala de balet Kirov din Leningrad. Cu toate ca a început studiul baletului la vârsta de 17 ani, târziu pentru a face carieră de balerin, a fost repede recunoscut ca fiind balerinul cel mai talentat pe care școala l-a avut. În scurt timp, Nureev va deveni unul dintre cei mai faimoși balerini ruși, fiind invitat sa danseze la Viena.
Anul 1961 a fost un punct de cotitură în viața lui: în urma unui accident, prim-solistul Baletului Kirov, Konstantin Sergheev, nu a mai putut dansa, iar în locul acestuia, pentru o prestație la Paris, a fost ales Nureev. Prezența sa i-a uimit pe specialiștii în tehnica baletului.
La Paris ia hotărârea să nu se mai întoarcă în Uniunea Sovietică. În această perioadă l-a cunoscut pe balerinul Erik Bruhn, care i-a devenit protector, prieten, cât și partener de viață.
În 1962, este invitat de către balerina Margot Fonteyn pentru a dansa într-o gală de balet, alături de Royal Ballet, la Londra.
În anii '70, a jucat în mai multe lungmetraje și a ajuns în Statele Unite pentru un spectacol preluat de pe Broadway: Regele și cu mine.
În anii '80, se îmbolnăvește de SIDA.
În 1983, devine directorul Baletului Operei din Paris.
În 1988, Nureev este numit Cavaler al Legiunii de Onoare.
În 1992, ministrul francez al culturii i-a acordat ceea mai înaltă distincție a Franței în domeniul artistic: Commandeur des Arts et des Lettres.
A murit la vârsta de 54 de ani. Este înmormântat în cimitirul Sainte-Genevieve-des-Bois.

## Royal Ballet
Nureev a activat la Londra pentru o perioadă de aproape 30 de ani. Spectacolele cele mai cunoscute, alături de Royal Ballet, în care a avut-o ca partener pe Margot Fonteyn, sunt: Lacul Lebedelor, Giselle, Frumoasa din pădurea adormită, Spărgătorul de nuci, Romeo și Julieta, Corsarul, Don Quijote.
Margot Fonteyn dansa deja în „Lacul Lebedelor” în anul în care s-a născut Nureev.

## Filmografie
Bourne to Dance (2001) ....
Exposed (1983) .... Daniel Jelline
Romeo e Giulietta (1982) .... Romeo
Valentino (1977) .... Rudolph Valentino
Don Quixote (1973) .... Basilio
The Special London Bridge Special (1972) .... Ballet dancer
Nijinsky: Unfinished Project (1970) .... Vaclav Nijinsky
The Nutcracker (1968) .... Drosselmeyer / The Prince
Schwanensee (1967) .... Prince Siegfried
Romeo and Juliet (1966) .... Romeo